# 김중한 (1909년)
김중한(1909년 5월 19일~1996년 8월 21일)은 대한민국의 정치인이다. 제6대 국회의원을 지냈다.

## 역대 선거 결과
|  | 12.69% |

|  | 29.51% |